# Motala kyrkokör
Motala kyrkokör ä en blandad kör och kyrkokör i Motala församling, Linköping som bildades senast 1939.